# 줄리아 솔로모노프

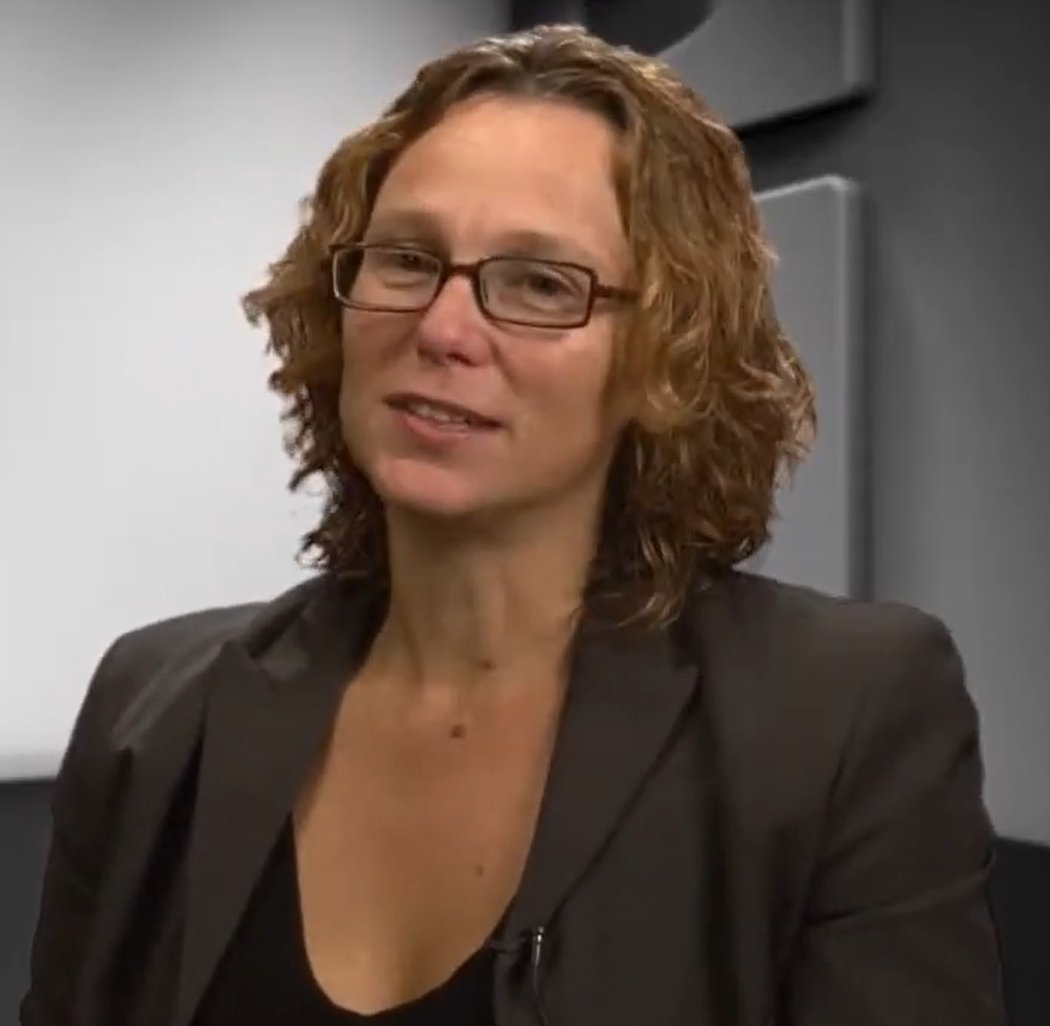

줄리아 솔로모노프(Julia Solomonoff, 1968년 3월 4일 ~ )는 아르헨티나의 영화 감독, 화가, 배우, 각본가이다.
로사리오에서 태어났다.

## 영화
- 노바디스 워칭 (2017년)
- 파운드 메모리즈 (2011년)
- 라 보이타의 마지막 여름 (2009년)
- 코카 재배인 (2007년)
- 자매들 (2005년)
- 사소한 이야기들 (2002년)